# Пловдивский троллейбус
Пловдивский троллейбус — закрытая 1 октября 2012 года троллейбусная система болгарском города Пловдива. Открытие троллейбусного движения состоялось в 6 января 1956 года.

## История
Открытая в 6 января 1956 года, система со временем увеличивалась и уменьшалась в размерах.
На начало 2012 года она состояла только из одного маршрута. В настоящее время между оператором и муниципалитетом существуют споры относительно действительности договора на троллейбус. Gradski Transport Plovdiv по-прежнему является оператором этого вида транспорта, несмотря на многочисленные нарушения контракта с 2010 года. В октябре 2012 года, поскольку оператор является частной компанией, город потерял возможность получить финансирование ЕС в размере 65 млн левов для закупки примерно 100 новеньких троллейбусов. Система была официально закрыта 1 октября 2012 года, хотя некоторые троллейбусы продолжали работать ещё несколько недель. В настоящее время троллейбусное движение отсутствует, и муниципалитет издал приказ о демонтаже воздушной сети.

## Маршруты
Единственная троллейбусная линия Пловдива по состоянию на 2012 год была:
- 3: ТК «Марица» — ЕАЗ.

### Исторический
- Линия 2: Blvd. «Александр Стамболийский» (поворот) - бульвар Коматьевское шоссе - Центральный вокзал - бульвар Христо Ботева - бульвар Царя Бориса III Объединителя - Дунайский бульвар - улица Победы - Димитр Стамболов »- ТЦ« Марица ».
- Линия 5: Стадион Пловдива (разворот) - бульвар Копривщица - бульвар 6 сентября - бульвар Източен - Центральное кладбище Пловдива - бульвар Княгиня Марии Луизы - бульвар Цариградско шоссе - Домостроительный комбинат.
- Линия 8: (круговая линия) ТК «Марица» - ул. Димитра Стамболова - ул. «Победа» - бул. «Дунай» - бул. Васила Априлова - Центральный вокзал - бул. Христо Ботева «Восточная». "- Каменица - бул. 6 сентября - бул. Царя Бориса III Объединителя - бул. Дунай - Ул. Победы - Ул. Димитра Стамболова - Торговый центр Марица.
- Линия 14: Домостроительный завод - бульвар Цариградско шоссе - бульвар Княгиня Мария Луиза - Центральное кладбище Пловдива - площадь Святого Архангела Михаила - бульвар Източен - Каменица - бульвар Христо Ботева - бетонный мост - улица Македония - Скопье Бульвар Кукленско шоссе - ОЗК Тракия (в праздничные дни: после бульвара Кукленско шоссе прямо на ЕАЗ), бульвар Царя Бориса III Объединителя вернуться по улице Индустриальная.
- Линия 19: Домостроительный комбинат - бульвар Цариградско шоссе - бульвар Княгиня Марии Луизы - Центральное кладбище Пловдива - площадь Святого Архангела Михаила - бульвар Източен - Каменица - бульвар Христо Ботева - Центральный вокзал - Коматевское шоссе - бульвар Александра улица Бул.
- Линия 23: Blvd. «Александр Стамболийский» (поворот) - бул. «Никола Вапцаров» - ул. Индустриальная - ул. «Скопье» - бул. «Кукленско шоссе» - путепровод «Родопы» - бул. «Найчо Цанов» - бул. «Царь» Борис III Объединитель »- бул.« Дунай »- ул.« Победа »- ул.« Димитр Стамболов »- ТЦ« Марица ».
- Линия 25: Агрокомплекс «Тракия» - бульвар Васила Левски - бульвар Дунай - бульвар Царя Бориса III Объединителя - бульвар 6 сентября - бульвар Източен - бульвар Княгиня Мария Луиза »- бульвар Цариградско шоссе - бульвар Освобождение - Шип. Бул. - ж / д вокзал Тракия.
- Линия 28: (круговая линия) в направлении, противоположном линии 8.
- Линия 32: Центральный вокзал (колесо) - бульвар Коматьевско - бульвар Никола Вапцарова - EAZ - бульвар Кукленско шоссе - ОЗК Тракия
- Линия 34: Транспортный узел Коматево - Центральный вокзал - бульвар Христо Ботева - Аграрный университет - бульвар Менделеева - улица Нестора Абаджиева - ОЗЗУ.
- Линия 35: Стадион Пловдива (разворот) - бульвар Копривщица - бульвар 6 сентября - бульвар Източен - Каменица - Аграрный университет - бульвар Менделеева - улица Нестора Абаджиева - РАМ.
- Линия 55: J.C. Изгрев - улица Крайна - улица Ландоса - бульвар Цариградско шоссе - бульвар Източен - бульвар 6 сентября - бульвар Царя Бориса III Объединителя - бульвар Дунай - улица Победы - улица Димитр Стамболов - ТЦ Марица.
- Линия 102: Транспортный узел Коматево - Центральный вокзал - бульвар Василия Априлова - бульвар 6 сентября - бульвар Царя Бориса III Объединителя - Дунайский бульвар - улица Победы - "Димитр Стамболов" - ТЦ "Марица".
- Линия 114: ОКК Тракия - EAZ - бульвар Николы Вапцарова - бульвар Македония - бетонный мост - бульвар Христо Ботева - Чайка Фарма - бульвар Санкт-Петербург - Метро - бульвар Освобождение, бульвар Шипка - железнодорожная станция Тракия.
- Линия 134: Ж / д вокзал Тракия - бульвар Шипка - бульвар Освобождение - Метро - бульвар Санкт-Петербург - Чайка Фарма - бульвар Христо Ботева - Центральный железнодорожный вокзал - бульвар Коматевско шоссе. "Никола Вапцаров" - бульвар "Найчо Цанов" - ЕАЗ - бул. Кукленское шоссе - ОКЗ «Тракия».

## Подвижной состав

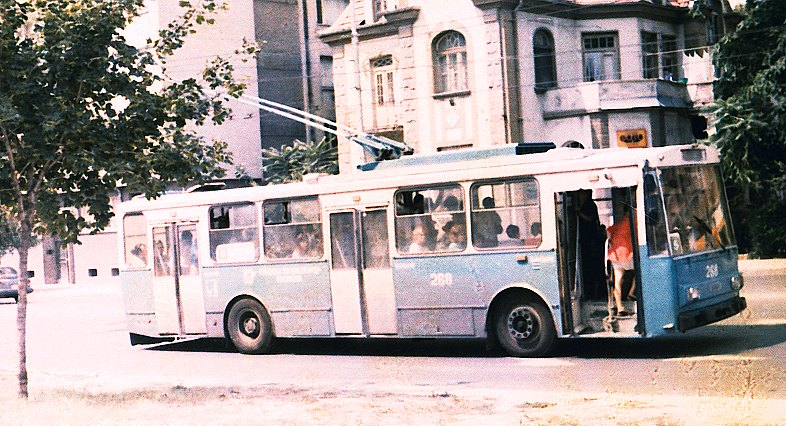
Троллейбус Шкода 14Тр в 1994 г.

Троллейбусный парк Пловдива насчитывает 121 троллейбусы:
- МТБ-82 — 35 троллейбусов;
- ЗиУ-9 — 2 троллейбусов;
- Шкода 14Тр — 23 троллейбусов;
- Шкода 9Тр — 1 троллейбус;
- Чавдар T13-30 — 1 троллейбус;
- Чавдар T14-30 — 2 троллейбусов;
- ДАК-Чавдар 317ЕТр — 34 троллейбусов;
- Ван Хол АГ280Т — 11 троллейбусов;
- Саурер/Хесс ГТ560 — 10 троллейбусов.